# Teichbach (Pinka)
Der Teichbach, der auch als die Teich bezeichnet wird, ist ein rund 18 Kilometer langer rechtsseitiger Zufluss zur Pinka im Südburgenland. 
Der Teichbach, der im Oberlauf auch Rohrbach genannt wird, entspringt auf dem Gemeindegebiet von Oberwart im Standwald nahe dem Quellgebiet der Strem. Der Teichbach fließt stets parallel zur Pinka in südöstliche Richtung und mündet bei Kotezicken (Gemeinde Mischendorf) in dieselbe. Die Teich ist namensgebend für den Ort Rohrbach an der Teich (Gemeinde Mischendorf).